# Outwood, Greater Manchester
Outwood är en by i distriktet Bury, i grevskapet Greater Manchester, i England. Byn är belägen 5 km från Bury. Outwood var en civil parish 1894–1933 när blev den en del av Radcliffe. Civil parish hade 2 195 invånare år 1931.